# Томсон, Джош
Джо́шуа Джо́зеф То́мсон (англ. Joshua Joseph Thomson; род. 21 сентября 1978, Сан-Хосе) — американский боец смешанного стиля, представитель лёгкой весовой категории. Выступает на профессиональном уровне начиная с 2001 года, известен по участию в турнирах бойцовских организаций UFC, Strikeforce, Bellator, Pride и др. Владел титулом чемпиона Strikeforce в лёгком весе.

## Биография
Джош Томсон родился 21 сентября 1978 года в городе Сан-Хосе, штат Калифорния. Будучи наполовину англичанином и наполовину мексиканцем, в детстве часто подвергался нападкам со стороны сверстников, постоянно участвовал в уличных драках. Позже проживал с отцом в Айдахо, во время учёбы в старшей школе и в колледже серьёзно занимался борьбой, выступал в третьем дивизионе Национальной ассоциации студенческого спорта. В общей сложности одержал на студенческом уровне 40 побед и потерпел 3 поражения. Поступил в Стэнфордский университет, но уже через несколько недель бросил учёбу, посчитав, что это не для него.
В 2000 году стал участником пьяной драки во время круиза по озеру в Айдахо, при этом на одном из участников драки он применил удушающий приём, и тому пришлось спасать жизнь с помощью сердечно-лёгочной реанимации. За это Томсона приговорили к трём годам лишения свободы, через шесть месяцев за хорошее поведение он получил условно-досрочное освобождение.

### Начало профессиональной карьеры
Дебютировал в смешанных единоборствах на профессиональном уровне в январе 2001 года, отправив своего соперника в нокаут в первом же раунде. В течение года одержал в общей сложности пять побед и не потерпел ни одного поражения, в том числе на турнире World Fighting Alliance взял верх над Робом Маккаллохом, бывшим чемпионом WEC в лёгком весе.

### Ultimate Fighting Championship
Благодаря череде удачных выступлений Томсон привлёк к себе внимание крупнейшей бойцовской организации мира Ultimate Fighting Championship и в сентябре 2003 года успешно дебютировал в октагоне, нокаутировав в первом раунде Джеральда Стребендта.
Продолжая выступать в UFC, в 2004 году единогласным решением судей выиграл у Эрмиса Франсы, но затем был нокаутирован Айви Эдвардсом.

### Pride Fighting Championships
Рассматривая более выгодные для себя предложения, в 2005 году Томсон подписал контракт с быстро набиравшей популярность японской организацией Pride Fighting Championships. Тем не менее, он провёл здесь только один единственный бой, выиграв сдачей у малоизвестного японского бойца Дайсукэ Сугуэ.

### Strikeforce
Начиная с 2006 года Томсон являлся штатным бойцом крупного американского промоушена Strikeforce. Уже в дебютном поединке он удостоился права оспорить введённый титул чемпиона в лёгкой весовой категории, но по истечении пяти раундов уступил по очкам другому претенденту Клею Гвиде.
Несмотря на проигрыш, его последующая карьера в Strikeforce оказалась достаточно успешной — он одержал здесь семь побед подряд, завоевал и защитил титул чемпиона США по версии Strikeforce, после чего вновь получил право на чемпионский бой и на сей раз забрал пояс себе, победив единогласным судейским решением действующего чемпиона Гилберта Мелендеса. Его победная серия прервалась только в декабре 2009 года во время первой защиты чемпионского пояса — противостояние с Мелендесом вновь продлилось все пять раундов, и на сей раз судьи отдали победу его сопернику.
В 2010—2012 годах Томсон одержал в Strikeforce ещё три победы и вновь стал претендентом на чемпионский пояс в лёгком весе. Третий бой с Гилбертом Мелендесом вновь продлился всё отведённое время, Мелендес выиграл раздельным решением судей и сохранил за собой титул.

### Возвращение в UFC
Поскольку к 2013 году организация Strikeforce прекратила своё существование, все сильнейшие бойцы оттуда автоматически перешли на контракт в поглотившую её UFC, в том числе перешёл и Томсон. В апреле он вышел в клетку против Нейта Диаса и выиграл техническим нокаутом — стал таким образом первым бойцом, кому удалось нокаутировать Диаса. Также заработал бонус за лучший нокаут вечера.
Томсон рассматривался в качестве претендента на титул чемпиона в лёгком весе, заменив травмировавшегося Ти Джей Гранта в бою с действующим чемпионом Энтони Петтисом. Однако в последний момент Петтис тоже получил травму, и этому чемпионскому бою так и не суждено было состояться.
В январе 2014 года Джош Томсон встретился с одним из сильнейших бойцов дивизиона Бенсоном Хендерсоном. По окончании пяти раундов судьи раздельным решением отдали победу Хендерсону, хотя у экспертов в области ММА мнение насчёт победителя разделилось, многие издания назвали победителем Томсона. Томпсон выполнил больше переводов в партер (пять против четырёх) и во многих ситуациях контролировал спину своего соперника, при всём при том, Хендерсон нанёс значительно больше ударов (114 против 33) и предпринял единственную во всём поединке попытку финишировать соперника с помощью приёма. Как оказалось, уже в первом раунде Томсон сломал палец на правой руке и в связи с этим не мог эффективно использовать ударную технику. Расстроенный таким поражением, на последовавшей пресс-конференции боец заявил, что его карьера может на этом закончиться.
Так или иначе, уже в июле того же года Томсон вновь вышел в восьмиугольник. Изначально в качестве соперника ему дали Майкла Джонсона, но тот травмировался и был заменён Бобби Грином. Результатом данного противостояния вновь оказалось раздельное решение, и снова судьи были не на стороне Томсона.
На март 2015 года планировался бой против Гилберта Бёрнса, но Томсон вынужден был сняться с турнира из-за травмы и в итоге выступил только в июле встретившись с Тони Фергюсоном — Фергюсон победил единогласным судейским решением. На этом поражении контракт Томсона подошёл к концу, и он решил не подписывать нового соглашения с организацией.

### Bellator MMA
Покинув UFC, Джош Томсон стал бойцом менее престижной американской организации Bellator MMA — в августе 2015 года подписал контракт на несколько боёв, а в сентябре успешно дебютировал, принудив к сдаче Майка Бронзулиса. Затем последовала победа нокаутом над Пабло Вилласекой.
После более чем двухгодичного перерыва в феврале 2017 года Томсон вновь оказался в клетке Bellator, встретившись с ветераном организации Патрики Фрейре. На этот раз выиграть ему не удалось, на 40 секунде второго раунда он был нокаутирован.

## Статистика в профессиональном ММА
| Боёв 32         | Побед 22 | Поражений 9 |
| --------------- | -------- | ----------- |
| Нокаутом        | 6        | 2           |
| Сдачей          | 10       | 0           |
| Решением        | 6        | 7           |
| Не состоявшихся | 1        | 1           |

| Результат    | Рекорд   | Соперник           | Способ                     | Турнир                                         | Дата             | Раунд | Время | Место              | Примечание                                                                       |
| ------------ | -------- | ------------------ | -------------------------- | ---------------------------------------------- | ---------------- | ----- | ----- | ------------------ | -------------------------------------------------------------------------------- |
| Поражение    | 22-9 (1) | Патрики Фрейре     | KO (удар рукой)            | Bellator 172                                   | 18 февраля 2017  | 2     | 0:40  | Сан-Хосе, США      |                                                                                  |
| Победа       | 22-8 (1) | Пабло Вилласека    | KO (удары руками)          | Bellator 147                                   | 4 декабря 2015   | 2     | 3:59  | Сан-Хосе, США      |                                                                                  |
| Победа       | 21-8 (1) | Майк Бронзулис     | Сдача (треугольник руками) | Bellator 142: Dynamite 1                       | 19 сентября 2015 | 3     | 0:39  | Сан-Хосе, США      |                                                                                  |
| Поражение    | 20-8 (1) | Тони Фергюсон      | Единогласное решение       | UFC Fight Night: Mir vs. Duffee                | 15 июля 2015     | 3     | 5:00  | Сан-Диего, США     |                                                                                  |
| Поражение    | 20-7 (1) | Бобби Грин         | Раздельное решение         | UFC on Fox: Lawler vs. Brown                   | 26 июля 2014     | 3     | 5:00  | Сан-Хосе, США      |                                                                                  |
| Поражение    | 20-6 (1) | Бенсон Хендерсон   | Раздельное решение         | UFC on Fox: Henderson vs. Thomson              | 25 января 2014   | 5     | 5:00  | Чикаго, США        |                                                                                  |
| Победа       | 20-5 (1) | Нейт Диас          | TKO (удары)                | UFC on Fox: Henderson vs. Melendez             | 20 апреля 2013   | 2     | 3:44  | Сан-Хосе, США      | Нокаут вечера.                                                                   |
| Поражение    | 19-5 (1) | Гилберт Мелендес   | Раздельное решение         | Strikeforce: Barnett vs. Cormier               | 19 мая 2012      | 5     | 5:00  | Сан-Хосе, США      | Бой за титул чемпиона Strikeforce в лёгком весе.                                 |
| Победа       | 19-4 (1) | Кей Джей Нунс      | Единогласное решение       | Strikeforce: Tate vs. Rousey                   | 3 марта 2012     | 3     | 5:00  | Колумбус, США      | Претендентский бой в лёгком весе.                                                |
| Поражение    | 18-4 (1) | Тацуя Кавадзири    | Единогласное решение       | Dynamite!! 2010                                | 31 декабря 2010  | 3     | 5:00  | Сайтама, Япония    |                                                                                  |
| Победа       | 18-3 (1) | Жезиас Кавалканти  | Единогласное решение       | Strikeforce: Diaz vs. Noons II                 | 9 октября 2010   | 3     | 5:00  | Сан-Хосе, США      |                                                                                  |
| Победа       | 17-3 (1) | Пэт Хили           | Сдача (удушение сзади)     | Strikeforce: Fedor vs. Werdum                  | 26 июня 2010     | 3     | 4:27  | Сан-Хосе, США      |                                                                                  |
| Поражение    | 16-3 (1) | Гилберт Мелендес   | Единогласное решение       | Strikeforce: Evolution                         | 19 декабря 2009  | 5     | 5:00  | Сан-Хосе, США      | Лишился титула чемпиона Strikeforce в лёгком весе.                               |
| Победа       | 16-2 (1) | Аши Боуман         | TKO (удары руками)         | Strikeforce: At The Mansion II                 | 20 сентября 2008 | 1     | 1:14  | Беверли-Хиллс, США |                                                                                  |
| Победа       | 15-2 (1) | Гилберт Мелендес   | Единогласное решение       | Strikeforce: Melendez vs. Thomson              | 27 июня 2008     | 5     | 5:00  | Сан-Хосе, США      | Выиграл титул чемпиона Strikeforce в лёгком весе.                                |
| Победа       | 14-2 (1) | Адам Линн          | KO (удары руками)          | Strikeforce: Playboy Mansion                   | 29 сентября 2007 | 1     | 4:45  | Беверли-Хиллс, США |                                                                                  |
| Победа       | 13-2 (1) | Ник Гонсалес       | Сдача (удушение сзади)     | Strikeforce: Shamrock vs. Baroni               | 22 июня 2007     | 1     | 1:42  | Сан-Хосе, США      | Защитил титул чемпиона США по версии Strikeforce в лёгком весе.                  |
| Победа       | 12-2 (1) | Нам Фан            | Единогласное решение       | Strikeforce: Triple Threat                     | 8 декабря 2006   | 3     | 5:00  | Сан-Хосе, США      | Выиграл введённый титул чемпиона США по версии Strikeforce в лёгком весе.        |
| Победа       | 11-2 (1) | Дуэйн Людвиг       | Сдача (гильотина)          | Strikeforce: Tank vs. Buentello                | 7 октября 2006   | 2     | 4:36  | Фресно, США        |                                                                                  |
| Победа       | 10-2 (1) | Рокки Джонсон      | Сдача (рычаг локтя)        | Pride and Fury 5                               | 6 июля 2006      | 1     | 1:55  | Уорли, США         |                                                                                  |
| Победа       | 9-2 (1)  | Харрис Сармиенто   | Сдача (треугольник руками) | Strikeforce: Revenge                           | 9 июня 2006      | 3     | 3:19  | Сан-Хосе, США      |                                                                                  |
| Поражение    | 8-2 (1)  | Клей Гвида         | Единогласное решение       | Strikeforce: Shamrock vs. Gracie               | 10 марта 2006    | 5     | 5:00  | Сан-Хосе, США      | Бой за введённый титул чемпиона Strikeforce в лёгком весе.                       |
| Победа       | 8-1 (1)  | Дайсукэ Сигуэ      | Сдача (рычаг колена)       | Pride Bushido 8                                | 17 июля 2005     | 1     | 2:35  | Нагоя, Япония      |                                                                                  |
| Поражение    | 7-1 (1)  | Ив Эдвардс         | KO (удары)                 | UFC 49                                         | 21 августа 2004  | 1     | 4:32  | Лас-Вегас, США     |                                                                                  |
| Победа       | 7-0 (1)  | Эрмис Франса       | Единогласное решение       | UFC 46                                         | 31 января 2004   | 3     | 5:00  | Лас-Вегас, США     |                                                                                  |
| Победа       | 6-0 (1)  | Джеральд Стребендт | KO (удары руками)          | UFC 44                                         | 26 сентября 2003 | 1     | 2:45  | Лас-Вегас, США     |                                                                                  |
| Победа       | 5-0 (1)  | Роб Маккаллох      | Единогласное решение       | WFA 3: Level 3                                 | 23 ноября 2002   | 3     | 5:00  | Лас-Вегас, США     |                                                                                  |
| Победа       | 4-0 (1)  | Кайан Джонсон      | Сдача (удары локтями)      | SE: North American Sport Fighting Invitational | 7 сентября 2002  | 2     | 4:56  | Бойсе, США         |                                                                                  |
| Победа       | 3-0 (1)  | Даг Эванс          | Сдача (треугольник)        | NW Submission Fighting 1                       | 4 мая 2002       | 1     | 1:29  | Бойсе, США         |                                                                                  |
| Не состоялся | 2-0 (1)  | Норифуми Ямамото   | NC (удар в пах)            | Shogun 1                                       | 15 декабря 2001  | 2     | 2:00  | Гонолулу, США      | Ямамото получил непреднамеренный удар ногой в пах и не смог продолжить поединок. |
| Победа       | 2-0      | Виктор Эстрада     | Сдача (треугольник)        | Gladiators Vale Tudo                           | 10 марта 2001    | 2     | N/A   | Уорли, США         |                                                                                  |
| Победа       | 1-0      | Джейсон Абаджян    | KO (удары руками)          | Bushido 1                                      | 18 января 2001   | 1     | N/A   | Темпе, США         |                                                                                  |